# 스리랑카 요리

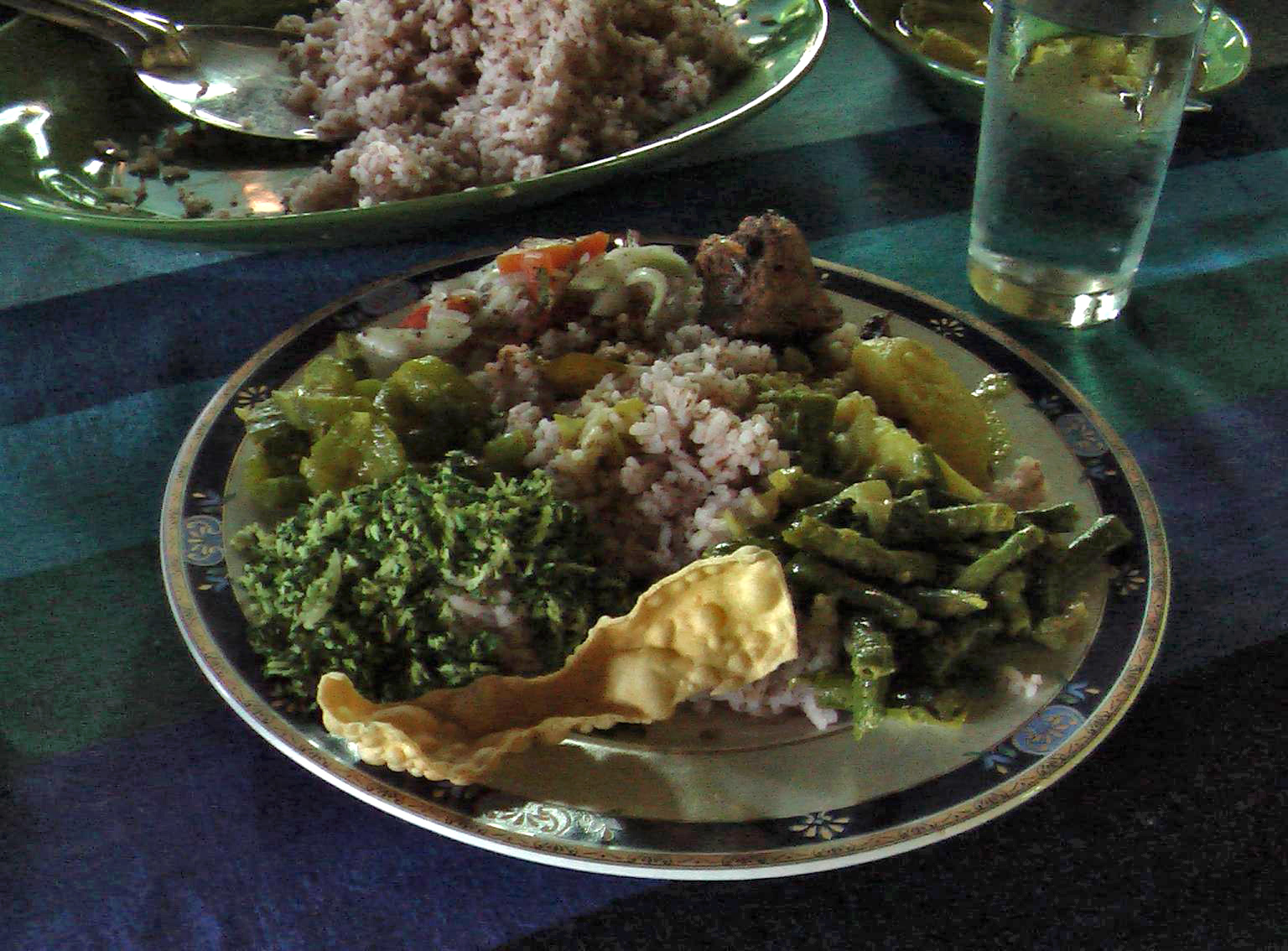
쌀밥과 커리

스리랑카 요리(Sri Lanka 料理, 싱할라어: සිංහල බොජුන් 싱할라 보준, 타밀어: இலங்கை உணவு 일랑가이 우나부)는 남아시아에 있는 스리랑카의 요리이다. 많은 역사적, 문화적 및 기타 요인으로 형성되었다.

## 음식

### 쌀밥과 커리

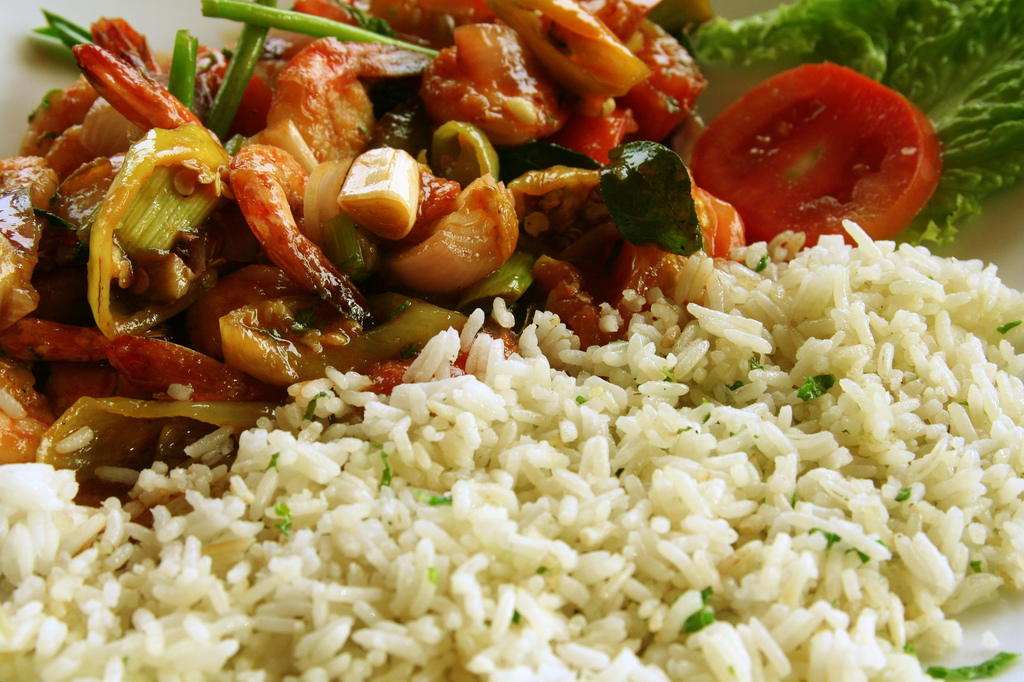

스리랑카 요리의 중심은 생선, 닭고기 또는 양고기 커리와 함께 채소, 렌즈콩 또는 과일로 만든 다른 커리와 함께 끓이거나 찐 쌀이다.
음식에는 장아찌 과일 또는 채소, 차트니, 삼발이 포함된다. 폴 삼볼라는 특히 일반적으로 고추, 말린 말디브 피시 및 라임 주스를 섞은 코코넛 페이스트이다.

## 음료
스리랑카에서 일반적으로 제공되는 음료는 다음과 같다:
- 팔룬다
- 과일 주스
- 토디
- 아라크
- 차
- 파파야 주스

## 같이 보기
- 타밀 요리
- 남아시아 요리